# Gran Paradiso
El Gran Paradiso (en francés, Grand Paradis) es un macizo montañoso entre el Valle de Aosta y el Piamonte, regiones del noroeste de Italia. El pico, el séptimo en altitud de los Alpes Grayos con una altura de 4061 m, está cerca del Mont Blanc en la cercana frontera con Francia. Se encuentra dentro del parque nacional del Gran Paraíso; en el lado francés de la frontera, el parque continúa con el parque nacional de la Vanoise. El Gran Paradiso es la única montaña cuya cumbre supera los 4000 metros que se encuentra por entero dentro del territorio italiano.

## Ubicación
Según la clasificación SOIUSA, el Gran Paradiso pertenece:
- Gran parte: Alpes occidentales
- Gran sector: Alpes del noroeste
- Sección: Alpes Grayos
- Subsección: Alpes del Gran Paradiso
- Supergrupo: Macizo del Gran Paradiso
- Grupo: Gran Paradiso-Roccia Viva
- Subgrupo: Grupo del Gran Paradiso
- Código: I/B-7.IV-A.2.a

## Ascensión
La cima más alta fue alcanzada por vez primera el 4 de septiembre de 1860 por J. J. Cowell, W. Dundas, J. Payot y J. Tairraz. Hoy está considerada como un ascenso fácil, excepto en lo que se refiere a los últimos 60 metros hasta la cima. Las ascensiones normalmente empiezan bien desde el refugio Federico Chabod bien desde el refugio Vittorio Emanuele II (en francés: Refuge Victor-Emmanuel II). Este segundo refugio recibe su nombre del rey Víctor Manuel II de Italia, quien creó la reserva real de Gran Paradiso en 1856, germen de lo que sería el actual parque nacional.